# Agwagwune jezik
Agwagwune jezik (agwaguna, “akunakuna”, akurakura, gwune, okurikan; ISO 639-3: yay), nigersko-kongoanski jezik kojim govori oko 20 000 ljudi (1973 SIL) u nigerijskoj državi Cross River. Postoje brojni dijalekti abayongo (bayono, bayino), abini (obini, abiri), adim (odim, dim), orum, erei (“enna”, ezei), agwagwune i etono (etuno)
Zajedno s jezicima kohumono [bcs] i umon [umm] čini podskupinu Kohumono.

## Vanjske poveznice
- Ethnologue (14th)
- Ethnologue (15th)